# Danh Út
Danh Út (sinh ngày 19 tháng 3 năm 1956) là một chính trị gia người Việt Nam, dân tộc Khmer. Ông từng là đại biểu Quốc hội Việt Nam khóa 13 nhiệm kì 2011-2016, thuộc đoàn đại biểu Quốc hội tỉnh Kiên Giang, Phó Chủ tịch Hội đồng Dân tộc của Quốc hội khóa 13.

## Xuất thân
Danh Út quê quán ở xã Thạnh Đông B, huyện Tân Hiệp, tỉnh Kiên Giang. 

## Giáo dục
- Cử nhân hành chính
- Cử nhân chính trị

## Sự nghiệp
Ông gia nhập Đảng Cộng sản Việt Nam vào ngày 20/3/1981.
Ông từng là đại biểu Quốc hội Việt Nam khóa 9, khóa 12.
Năm 2011, ông trúng cử đại biểu Quốc hội Việt Nam khóa 13 ở đơn vị bầu cử số 3 tỉnh Kiên Giang, gồm Huyện Kiên Lương, huyện Hòn Đất, huyện Phú Quốc, huyện Giang Thành, thị xã Hà Tiên và thành phố Rạch Giá với tỷ lệ 77,10% số phiếu hợp lệ. Ông là đại biểu chuyên trách trung ương.
Ông từng là Phó Chủ tịch Hội đồng Dân tộc của Quốc hội khóa 13, Bí thư Chi bộ Vụ Dân tộc.